# 山家七恵
山家 七恵（やまか ななえ、1991年7月5日 - ）は、日本のプロボクサー。神奈川県相模原市出身。日出高等学校、環太平洋大学次世代教育学部乳幼児教育学科卒業。EBISU K's Box所属。第5代日本女子フライ級王者。

## 来歴
2019年3月27日、後楽園ホールにて大空ヒカル戦でデビューし、1回TKO勝利。当時の所属は中野サイトウジムだった。
2019年11月20日、岸百合恵を3-0判定で降し連勝。
2020年10月19日、阿比留通子を2-0判定で降し3連勝。
2021年1月21日、椙元愛を1回TKOで降し4連勝。
2021年10月15日、初の6回戦として元アマチュア世界選手権日本代表で後のWBO女子世界スーパーフライ級王者である晝田瑞希のデビュー戦の相手となるが、1回にダウンを奪われ0-3判定でプロ初黒星。当初は小泉礼奈と対戦予定だったが、小泉の怪我のため晝田に変更された。
2022年7月15日付でEBISU K's Boxへ移籍。
2023年5月31日、移籍初戦としてスパットラー・ウンルアンと対戦し、3-0判定で勝利。
2024年2月4日、京都・KBSホールにて日本女子フライ級王座決定戦に挑み、同級1位の前田宝樹に3-0（57-56、59-54×2）判定で勝利しプロ初タイトル獲得。また、EBISU K's Boxからは吉田実代に次いで2人目のタイトル獲得者となった、
2024年6月14日、後楽園ホールでのVictorivaにて1位の福家由布季相手に初防衛戦。2-0判定で王座初防衛。
2024年12月6日、DANGAN271にて1位の柳尾美佳相手に2度目の防衛戦を行い、3-0判定で2度目の防衛成功。

## 戦績
- プロボクシング：9戦 8勝 2KO 1敗

| 戦           | 日付           | 勝敗 | 時間    | 内容    | 対戦相手                     | 国籍 | 備考                       |
| ------------ | -------------- | ---- | ------- | ------- | ---------------------------- | ---- | -------------------------- |
| 1            | 2019年3月27日  | ☆    | 1R 0:51 | TKO     | 大空ヒカル（山木）           | 日本 |                            |
| 2            | 2019年11月20日 | ☆    | 4R      | 判定3-0 | 岸百合恵（T&H）              | 日本 |                            |
| 3            | 2020年10月19日 | ☆    | 4R      | 判定2-0 | 阿比留通子（世田谷オークラ） | 日本 |                            |
| 4            | 2021年1月21日  | ☆    | 1R 0:51 | TKO     | 椙元愛（一力）               | 日本 |                            |
| 5            | 2021年10月15日 | ★    | 6R      | 判定0-3 | 晝田瑞希（三迫）             | 日本 |                            |
| 6            | 2023年5月31日  | ☆    | 6R      | 判定3-0 | スパットラー・ウンルアン     | タイ |                            |
| 7            | 2024年2月4日   | ☆    | 6R      | 判定3-0 | 前田宝樹（姫路木下）         | 日本 | 日本女子フライ級王座決定戦 |
| 8            | 2024年6月14日  | ☆    | 6R      | 判定2-0 | 福家由布季（三迫）           | 日本 | 日本王座防衛1              |
| 9            | 2024年12月6日  | ☆    | 6R      | 判定2-0 | 柳尾美佳（花形）             | 日本 | 日本王座防衛2              |
| テンプレート |                |      |         |         |                              |      |                            |

## タイトル
- 第5代日本女子フライ級王座（防衛0）